# Marte 3
Marte 3 a fost o sondă spațială a programului Marte sovietic, lansată la 28 mai 1971, la nouă zile după nava spațială geamănă Marte 2. Sondele au fost lansate de rachete Proton-K cu un Blok D pe treapta superioară, fiecare fiind alcătuită dintr-un orbitator și un lander. După ce landerul Marte 2 s-a prăbușit pe suprafața marțiană, lander-ul Marte 3 a devenit prima navă spațială care a făcut o aterizare ușoară pe Marte, la 2 decembrie 1971. A eșuat la 110 secunde după aterizare și a transmis doar o imagine gri fără detalii. Orbitatorul Marte 2 și orbitatorul Marte 3 au continuat să înconjoare Marte și să transmită imagini pe Pământ încă opt luni.

## Sonda
Orbitatorul și dispozitivul de aterizare aveau împreună o masă de aproximativ 4.650 kg la lansare (inclusiv combustibil) și întreaga sondă avea o înălțime de 4,1 metri, cu un diametru de aproximativ 2 metri plus două panouri solare fotovoltaice cu lungimea totală de 5,9 metri. Un mic rover a fost depozitat în modulul de aterizare care trebuia să efectueze cercetări științifice pe solul lui Marte.

## Orbitator
Scopul principal al orbitatorului 4M-V a fost studierea topografiei suprafeței marțiene; analiza compoziției solului; măsurarea diferitelor proprietăți ale atmosferei; monitorizarea „radiației solare, a vântului solar și a câmpurilor magnetice interplanetare și marțiene”. În plus, a servit ca „releu de comunicații pentru a trimite semnale de pe lander către Pământ”.
Printr-o coincidență, o furtună de praf deosebit de mare pe Marte a afectat negativ misiunea. Când Mariner 9 a sosit și a orbitat cu succes Marte la 14 noiembrie 1971, cu doar două săptămâni înainte de Marte 2 și Marte 3, oamenii de știință au fost surprinși să constate că atmosfera era densă, „o mantie de praf acoperea întreaga planetă, fiind cea mai mare furtună observată vreodată”. Suprafața planetei era complet ascunsă. În imposibilitatea de a reprograma computerele misiunii, atât Marte 2, cât și Marte 3 și-au trimis imediat landerii, iar orbitatorii au folosit o parte semnificativă din resursele lor de date disponibile pentru a captura imagini ale norilor de praf de dedesubt, mai degrabă decât de a cartografia suprafața.

## Intrare, coborâre, aterizare, transmisie și eșec
Modulul de coborâre al lui Marte 3 a fost lansat la ora 09:14 UT la 2 decembrie 1971, cu 4 ore și 35 de minute înainte de a ajunge pe Marte. Modulul de coborâre a intrat în atmosfera marțiană cu aproximativ 5,7 km/s. Prin frânarea aerodinamică, parașutele și retrorochete, dispozitivul de aterizare a realizat o aterizare ușoară la 45°S 202°E / 45°S 202°E și a început operațiunile.
Landerul a început să transmită către orbitatorul Marte 3 la 90 de secunde după aterizare. După 20 de secunde, transmisia s-a oprit din motive necunoscute. Nu se știe dacă defecțiunea a apărut la lander sau la releul de comunicații de pe orbitator. Cauza eșecului ar fi putut fi legată de furtuna de praf marțian extrem de puternică care a avut loc în acel moment, care ar fi putut induce o descărcare coronală, deteriorând sistemul de comunicații. Furtuna de praf ar explica, de asemenea, slaba iluminare a imaginii.
A fost transmisă o imagine parțială (70 de linii). Potrivit lui V.G Perminov, proiectantul principal al navelor spațiale Marte și Venus în primele zile ale explorării pe Marte, imaginea era „un fundal gri, fără detalii”.

## Galerie

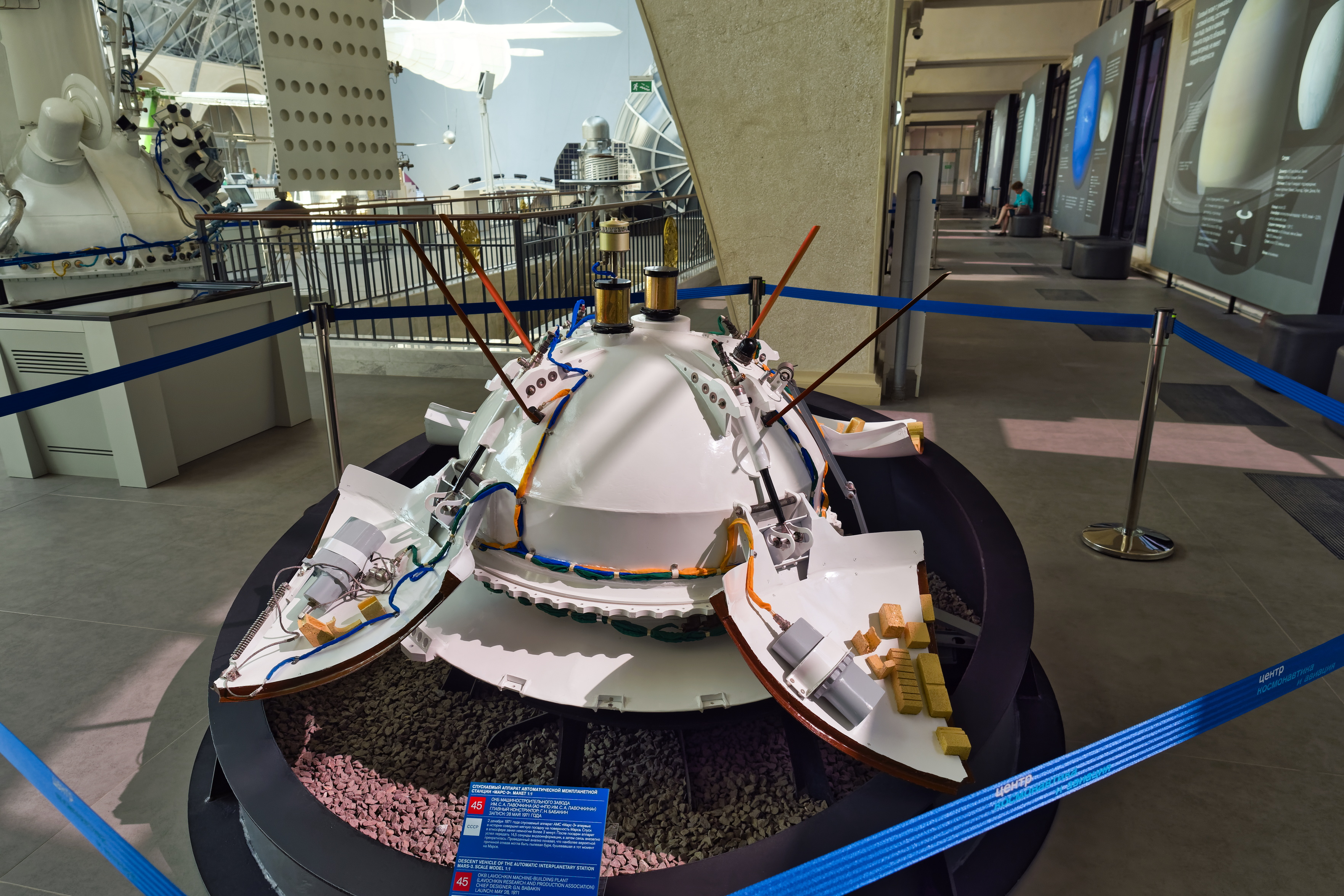
Roverul Prop-M de 4,5 kg care urma să se deplasa pe suprafață planetei pe schiuri în timp ce era conectat la lander cu un cablu de 15 metri.
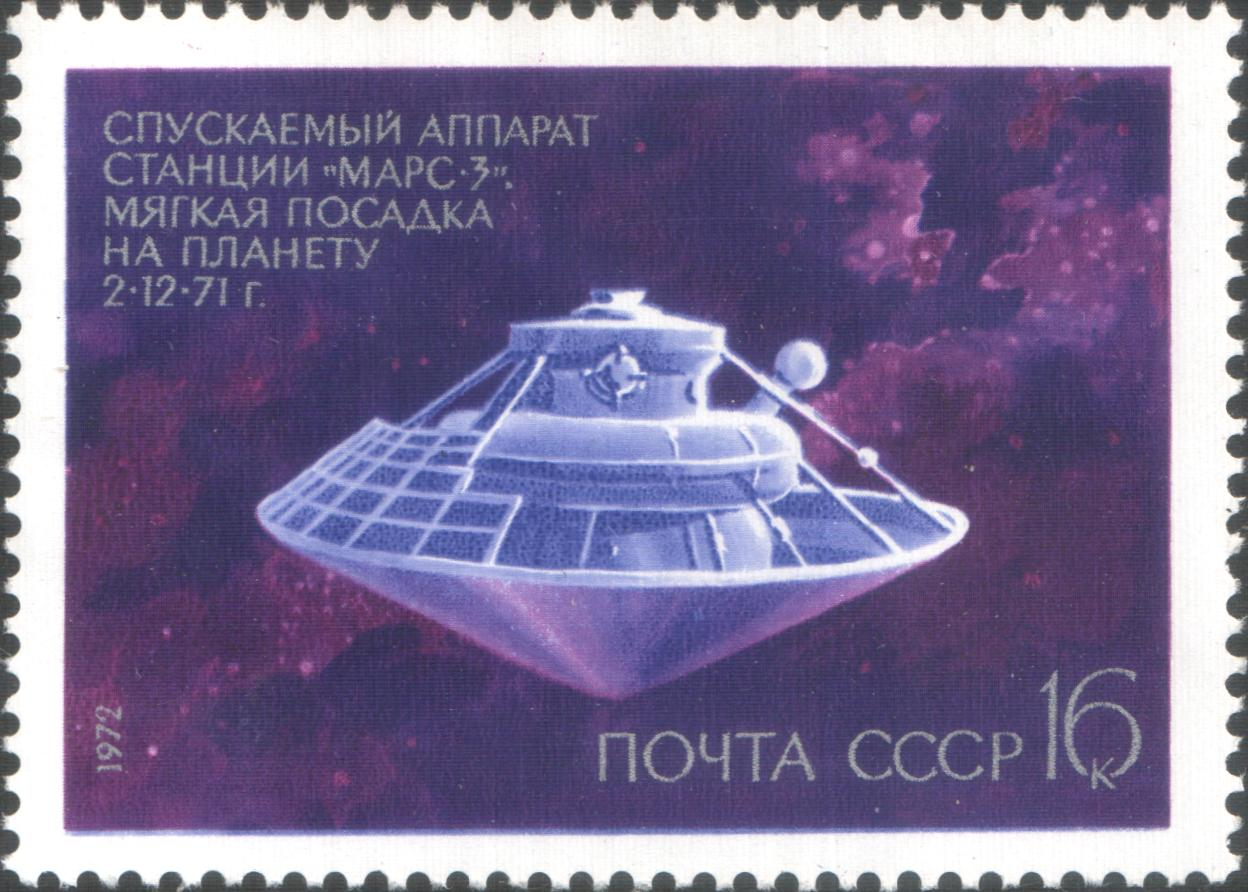
Landerul Marte 3, timbru poștal sovietic din 1972.